# Velika loža Izraela
Velika loža Izraela je prostozidarska velika loža v Izraelu, ki je bila ustanovljena 20. oktobra 1953.
Združuje 78 lož, ki imajo skupaj 3.000 članov.